# Reazione linfocitaria mista
La reazione linfocitaria mista è una tecnica di laboratorio per valutare la compatibilità tra un donatore e un ricevente nel caso di trapianti. È infatti noto che i trapianti tra due individui non imparentati (allogenici) hanno un tasso di rigetto molto elevato.
Il lungo tempo necessario alla reazione non ne consente l'uso nei trapianti in emergenza, dove si preferisce il test con gli anticorpi anti HLA.

## Svolgimento
Dopo un prelievo, le cellule del donatore vengono sottoposte a radiazioni ionizzanti affinché il loro nucleo sia gravemente danneggiato e non possano andare incontro a proliferazione; inoltre queste cellule vengono marcate con il cromo-51 che si deposita all'interno del citosol.
La reazione prevede una coltura di cellule provenienti dal tessuto del ricevente e del donatore, opportunamente irradiate e marcate.
Se i due individui hanno un aplotipo diverso per le molecole HLA allora i leucociti del tessuto del ricevente iniziano a proliferare (non quelle del donatore, poiché l'irraggiamento ha loro precluso questa possibilità). Nel giro di 5 giorni, a proliferazione avvenuta, viene inclusa timidina triziata. La timidina viene usata dalle cellule in proliferazione, i linfociti del ricevente. La timidina irizzata dà un indice di proliferazione.
Poiché una parte delle cellule T sono citotossiche, valutando il rilascio di 51Cr abbiamo anche un indice del danno cellulare.